# Лі Юнхун
Лі Юнхун (кит.: 李勇鸿, нар. вересень 1969) — китайський бізнесмен, співвласник і президент італійського футбольного клубу «Мілан».

## Біографія
Отчим домом Лі є Маомін, провінція Гуандун. Однак фактичне місце народження Юнхуна не відомо.
Китайська фінансова газета «Шанхай Чженьцюань» вийшла зі статтею про Юнхуна Лі. За нею у 90-х роках Лі був в центрі шахрайського скандалу в Китаї, пов'язаному в обмані понад 18 тисяч вкладників, яких він обманув приблизно на 100 млн. Два його брата втекли з Китаю, щоб уникнути тюремного терміну. У 2015 році Юнхун організував фінансову компанію, яка шахрайським чином вивела з країни 85 млрд.
У серпні 2016 року компанія Fininivest, якою управляє Марина Берлусконі (дочка Сільвіо), підписала попередній контракт про продаж 99,93 % акцій клубу інвестиційній компанії Sino-Europe Sports Investment Management Changxing Co., Ltd ще 5 серпня. Згідно з документом, угода повинна була відбутися в грудні, але цього не сталося. Потім терміни переносилися ще кілька разів і були підтверджені 24 березня 2017 року. Клуб було придбано за 740 мільйонів євро. З них 220 мільйонів будуть спрямовані на погашення боргів клубу, а ще 90 мільйонів становитиме оплата за витрати Fininvest через перенесені терміни угоди. Також покупці підтвердили намір поліпшити фінансову ситуацію в клубі.
13 квітня 2017 року китайський бізнесмен очолив Rossoneri Sport Investment Lux, таким чином повністю завершивши свою покупку «Мілана», ставши на чолі клубу, і є його президентом.
Лі був призначений на посаду під час ділової зустрічі нових власників россо-нері, заявивши:
|            | Дякую Сільвіо Берлусконі за довіру, уболівальників - за терпіння. Ми зробили ключовий крок на шляху до відродження «Мілана» і починаємо будувати майбутнє. Обіцяємо, що повернемо легендарний клуб на вершину світового футболу. |
| — Лі Юнхун | |

Також у правління клубу увійшли такі люди, як Хан Лі, Лу Бо, Женьшо Ху, Роберто Капеллі, Марко Фассоне, Марко Патуано і Паоло Скароні.